# SmartPool
SmartPool est un dark pool, c'est-à-dire un marché boursier alternatif, organisant la confrontation entre acheteurs et vendeurs de titres, sans afficher le prix des transactions avant leur finalisation.
Initié par la NYSE Euronext, SmartPool a été lancé le 2 février 2009, en association avec BNP Paribas, HSBC et JPMorgan Chase.

## Objet
SmartPool est un dark pool pan-européen, c'est-à-dire une plateforme ayant pour objectif de traiter des volumes d'ordres importants hors marchés officiels (grandes bourses réglementées ou systèmes multilatéraux de négociation), et sans afficher le prix des transactions avant leur finalisation.
Sa création a été possible grâce à la Directive européenne sur les marchés d'instruments financiers, entrée en vigueur le 1er novembre 2007, et qui autorise la concurrence entre bourses au sein de l'Union Européenne.

## Historique
- Septembre 2008 : officialisation du projet par NYSE Euronext[2].
- Octobre 2008 : officialisation du choix de la Chambre de compensation, EuroCCP[3], filiale de l'américain DTCC (The Depository Trust & Clearing Corporation).
- Janvier 2009 : agrément reçu de la Financial Services Authority (FSA), le régulateur britannique.
- 2 février 2009 : lancement officiel de SmartPool, en association avec BNP Paribas, HSBC et JPMorgan Chase[4].

## Fondateurs
- NYSE Euronext,
- BNP Paribas,
- HSBC,
- JPMorgan Chase.

## Périmètre de cotation
- Actions blue chips européennes (grandes valeurs européennes).

## Chambres de compensation
- LCH.Clearnet, pour les actions de la zone Euronext,
- EuroCCP, pour les autres marchés.

## Particularités
SmartPool est spécialisé sur les transactions sur blocs : les ordres sont admis par blocs d'environ un millier.
Les plateformes en négociations de blocs sont aussi appelés Dark pools. D'autres dark pools interviennent en Europe : Chi-X, BATS Europe Dark Pool et Turquoise.
SmartPool est un des rares dark pools à autoriser les ordres appelés iceberg, c'est-à-dire les ordres dont une part importante est dissimulée, dévoilée au fur et à mesure de l'exécution de l'ordre.